# Paramylodon harlani
Paramylodon harlani (Земляний лінивець Гарлана) — єдиний вид викопного роду Paramylodon велетенських лінивців родини Mylodontidae неповнозубих ссавців ряду Pilosa. Назву отримав на честь американського палеонтолога Річарда Гарлана, який у 1835 році вперше знайшов скам'янілу частину щелепи. Тривалий час розглядався як підвид  Glossotherium, лише з 1990 року вважається самостійним видом. Мешкав у період плейстоцену (близько 1,8 млн років тому) до 11 тис. років до н. е.

## Опис
Загальна довжина цього лінивця досягала 2,8—3 м (довжина хвоста — 118 см) при вазі 1—1,39 т. Будовою скелету схожий на представників роду Mylodon. Був наділений витягнутим, масивний та міцним черепом розміром від 42,9 до 54 см. Череп мав прямокутну форму з середньою шириною в потилиці 18,8 см, позаду очей 12,2 см, на морді — 14 см. У самиці та самця череп мав різний розмір. Мав 4 зуби на верхній щелепі.
Шкіра була шорсткою з численними маленькими кістковими утвореннями (остеодермами), що слугували захистом від ворогів. Вони мали круглу, овальну або неправильну форму завдовжки 5—30 мм. Загалом нараховувалося біля сотні таких остеодерм. Мав коротку шию, короткий та кремезний тулуб з широким тазом, сильними кінцівками та хвостом. Скелет складався з 7 шийних, 16 грудних 8—9 поперекових та крижових хребців та 21 хвостових хребців. Плечова кістка була масивною, завдовжки 46 см. Лапи складалися з 5 кісткових променів. Пальці мали 2 фаланги.

## Спосіб життя
Воліли до рівнинних ландшафтів, іноді зустрічалися у гірській місцині, де ховалися у печерах. Часто траплялися біля озер та інших прісних водойм. Здійснювали значні міграції. Вживали різноманітну рослинність. Їхніми ворогами були тамтешні хижі тварини та люди.

## Розповсюдження
Був поширений у Північній Америці: від провінції Альберта (Канада) до Гватемали.